# Francesc Francisco-Busquets Palahí
Francesc Francisco-Busquets Palahí (Girona, 30 de març de 1946) és un polític català. Llicenciat en filologia anglogermànica, ha treballat com a professor d'anglès i fou el primer en traduir al català íntegrament Els viatges de Gulliver de Jonathan Swift, així com Washington Irving i Mark Twain. Va ingressar a l'Agrupació Socialista de Girona el 1975. Candidat del PSC-PSOE a les eleccions municipals espanyoles de 1979, en 1981 va substituir Pilar Gisbert Montrós com a regidor de policia municipal. Va revalidar el càrrec a les eleccions municipals espanyoles de 1983, 1987, i 1991, i fou segon i primer tinent d'alcalde i regidor de via pública i seguretat ciutadana. De 1983 a 1987 també fou diputat de la Diputació de Girona.
El maig de 2004 fou nomenat Subdelegat del Govern a Girona en substitució de Robert Brell i Parladé. Va ocupar el càrrec fins a gener de 2012, coincidint amb la seva jubilació. En juny de 2018 el seu nom va sonar per repetir en el càrrec, però finalment fou nomenat Albert Bramon Vives.

## Obres
- Històries de soldats (2015), traducció d'Ambrose Bierce, ISBN 978-84-15835-69-1
- Els viatges de Gulliver (2005), traducció de Jonathan Swift, ISBN 978-84-96444-10-2
- La llegenda de Sleepy Hollow i altres històries (2006), traducció de Washington Irving, ISBN 9788496444843
- El foraster misteriós (2007), traducció de Mark Twain, ISBN 9788496766167